# 丹洲营站
丹洲营站是一个大准线上的铁路车站，位于中华人民共和国内蒙古自治区乌兰察布市丰镇市巨宝庄镇丹洲营村，建于1996年，目前为三等站，邮政编码为012100。目前客运：办理旅客乘降；行李、包裹托运；货运：办理整车货物发到。